# Шведов Федір Никифорович
Федір Никифорович Шведов (14 лютого 1840, Кілія (Бессарабська губернія) — 12 грудня 1905, Одеса) — вчений-фізик, теоретик та експериментатор. Декан фізико-математичного факультету (1877—1880, 1889—1895), ректор Новоросійського університету (1895—1903). Доктор фізики (1870), професор.

## Біографія
Щвєдов Федір Никифорович народився 14 лютого 1840  р.  в місті Кілія у родині обер-офіцера. Середню освіту здобув у 2-й одеській гімназії  та Рішельєвському ліцеї. У 1859 р. вступив до Санкт-Петербурзького  університету на фізико-математичний факультет. Після його закінчення (1862 р.) із ступенем кандидата був залишений для проходження педагогічного курсу. У 1865 р. був відряджений за кордон для вдосконалення знань, стажувався у Генріха Густава Магнуса (Берлін).
У 1868 р. захистив магістерську дисертацію «О значении проводников в электростатике» (Санкт-Петербург). У цьому ж році обраний доцентом фізики Новоросійського університету (сьогодні — Одеський національний університет імені І. І. Мечникова).
У 1870 р. захистив докторську дисертацію «О законах превращения электричества в теплоту», після чого був обраний екстраординарним, а потім — ординарним професором, завідувачем фізичного кабінету. У 1879—1881 рр. був інспектором класів та входив до складу Ради Одеського інституту шляхетних дівиць. З 1894 р. — заслужений ординарний професор, з 1877 по 1880 рр. та з 1889 до 1895 рр. — декан фізико-математичного факультету, а з 30 грудня 1895 р. до 1903 р. — ректор Новоросійського університету. Увійшов в історію університету, як ректор-будівельник. Завдяки його зусиллям був споруджений будинок фізико-хімічного (пізніше — фізичного) інституту, приміщення для бібліотеки, юридичного та філологічного факультетів, був призначений головою будівельної комісії медичного факультету. 
Помер 12 грудня 1905 року в Одесі.

## Наукова діяльність
Ф. Н. Швєдов один із фундаторів нового напрямку науки дендрохронології, зокрема він вивчав співвідношення товщин річних кілець на деревах як літопис посух, пов'язаних з одинадцятирічними сонячними циклами. У роботі «Про електричні проміні та закони їх розповсюдження» (1873 р.) встановлює аналогію між електричними та світловими явищами. Досліджував причини утворення комет, їх форму, а також природу північних сяйв. Найважливіші роботи вченого присвячені пружно-в'язкій течії тіл. У роботах, надрукованих в 1889—1890 рр. Ф. Швєдов заклав основи вчення про реологічні властивості дисперсних систем та високомолекулярних сполук. Він вперше в науці відкрив пружність форми й аномалію в'язкості колоїдних розчинів, яка полягає в тому, що у сфері межі плинності ефективна в'язкість різко спадає із напругою струму, тому напруга повністю не розсіюється і в рідині зостається залишкова деформація. Виходячи з експериментальних даних по процесах релаксації для піввідсоткового водного розчину желатину, Ф. Н. Швєдов вивів теоретично своє класичне рівняння стаціонарного в'язко-пластичного плину речовини. Йому належить винахід прицільного дальноміра для берегової оборони та морської атаки, який дозволив вимірювати відстань з великою точністю.

## Наукові праці
- О значении непроводников в электростатике / Ф. Н. Шведов. — СПб. : тип. Якобсона, 1868. — 76 с.
- Придельный дальномер как новое средство береговой обороны и морской атаки / Ф. Н. Шведов. — Одесса, 1877. — 20 с.
- Что такое град? / Ф. Н. Шведов — СПб. : Демаков, 1881. — 54 с.
- Recherches experimentales sur la cohesion des liquids / Th. Schwedoff // J. de Phys. — 1888. — Т. 8. — P. 341—359 ; 1889. — Т. 9. — P. 34-56.
- Sur une anomalie dans la refraction double des liquids / Th. Schwedoff // Ibid. — 1891. — Т. 11.
- Методика физики. Введение / Ф. Н. Шведов. — Одесса: «Центральная тип.», 1894. — 33 с. — Отд. отт. из попул.-наук. журн. «Вестник опытной физики и элементарной математики»
- О законах превращения электричества в теплоту / Ф. Н. Шведов. — Одесса, 1870. — 113 с. — Отд. отт. из Записок ИНУ. — 1870. — Т. 3, вып. 1-6.
- Этюды по космической физике. Существует ли отталкивательная сила солнца / Ф. Н. Шведов. – СПб. : Университет, [б. г.]. – 16 с.